# Lincoln (Iowa)
Lincoln es una ciudad ubicada en el condado de Tama en el estado estadounidense de Iowa. En el Censo de 2010 tenía una población de 162 habitantes y una densidad poblacional de 136,27 personas por km².

## Geografía
Lincoln se encuentra ubicada en las coordenadas 42°15′49″N 92°41′29″O / 42.26361, -92.69139. Según la Oficina del Censo de los Estados Unidos, Lincoln tiene una superficie total de 1.19 km², de la cual 1.19 km² corresponden a tierra firme y (0%) 0 km² es agua.

## Demografía
Según el censo de 2010, había 162 personas residiendo en Lincoln. La densidad de población era de 136,27 hab./km². De los 162 habitantes, Lincoln estaba compuesto por el 99.38% blancos, el 0% eran afroamericanos, el 0% eran amerindios, el 0% eran asiáticos, el 0% eran isleños del Pacífico, el 0% eran de otras razas y el 0.62% pertenecían a dos o más razas. Del total de la población el 4.32% eran hispanos o latinos de cualquier raza.